# Jin Taizu
Keizer Jin Taizu of Wanyan Aguda was de eerste keizer van de Jin-dynastie, hij was een telg uit de Wanyan(完顏)clan van de Jurchen.

## Biografie
De Jurchen waren ondergeschikt aan de Liao-dynastie (907-1125). Wanyan Aguda was een commandant in het keizerlijke leger. De hongersnood van 1109 was de kiem van zijn opstand. Het bezoek van keizer Liao Tianzuodi in 1112 aan de streek en het bespotten van zijn verwanten was de druppel. Na een goede voorbereiding rebelleerde hij openlijk in 1114 en het jaar erop riep hij zichzelf uit tot keizer. Tegen 1122 had hij de vijf belangrijkste steden van het land onder controle. De Noordelijke Song-dynastie bood hem hulp aan in de strijd tegen de Liao-dynastie.
Wanyan Aguda maakte de val van de Liao-dynastie niet mee, hij stierf in 1123 op 56-jarige leeftijd. Hij werd opgevolgd door zijn broer Wanyan Sheng.